# Status quo
Status quo (lateinisch für „bestehender (aktueller) Zustand“, eigentlich „Zustand, in dem …“ oder „Zustand, durch den …“) bezeichnet den gegenwärtigen Zustand einer Sache, der in der Regel zwar problembehaftet ist, bei dem aber die bekannten Möglichkeiten zur Abhilfe ebenfalls problembehaftet sind. Häufig wurde der Begriff auch im Ost-West-Konflikt gebraucht, was in diesem Zusammenhang den Stillstand beziehungsweise das Festhalten an den damaligen politischen Grenzen beschreibt.
Der vorige Zustand, also der Zustand vor dem Status quo, wird Status quo ante genannt.

## Ursprüngliche Wortbedeutung
Der Ausdruck geht auf eine Formel der lateinischen Rechtssprache zurück: in statu quo ante – „in dem Zustand, in dem [es] vorher [war]“. Dies ist eine Kürzung aus in statu quo res erant ante bellum „in dem Zustand, in dem die Dinge vor dem Krieg waren“ (status steht hier nach der Präposition in im Ablativ, deshalb statu). Ursprünglich waren Status quo und Status quo ante (bellum) gleichbedeutend und bezeichneten den Zustand vor einem Krieg.
So wurde zum Beispiel am Ende des Siebenjährigen Krieges 1763 im Frieden von Hubertusburg als Friedensgrundlage der Zustand vor dem Krieg wiederhergestellt (lat. status quo ante bellum).

## Heutige Verwendung
Heute haben Status quo und Status quo ante entsprechend dem realen Wortsinn eine unterschiedliche Bedeutung.
Status quo wird meist in der Bedeutung „bestehender Zustand“ verwendet. Der Ist-Zustand ist eine Bezeichnung aus Betriebswirtschaftslehre und Projektmanagement und stellt eine wichtige Phase des Vorgehensmodells dar. Im Fließgleichgewicht ist der Status quo der angestrebte Normalzustand.
Status quo ante wird meist in der Bedeutung „ursprünglicher, vorheriger (derzeit nicht bestehender) Zustand“ verwendet, d. h. der Zustand vor einem Status quo.

## Die Bedeutung einer Status-quo-Klausel
Bei kollektiven Entscheidungsverfahren gilt in der Regel der bisherige rechtliche Zustand weiter, wenn es zu keiner Entscheidung kommt. 
Eine solche Status-quo-Klausel wird meist gar nicht explizit ausformuliert, hat jedoch erhebliche Bedeutung. So besagt z. B. die Regel der Einstimmigkeit, dass eine Gruppenentscheidung von allen Mitgliedern der Gruppe gebilligt werden muss. Dies scheint die Aufhebung jeglichen Zwanges zu beinhalten, da niemandem eine Entscheidung aufgezwungen werden kann.
Aufgrund einer Status-quo-Klausel läuft die Einstimmigkeitsregel jedoch auf ein Vetorecht für jedes Gruppenmitglied gegen eine Veränderung des bestehenden Zustandes hinaus. Damit wird die Einstimmigkeitsregel zu einer extrem konservativen Entscheidungsregel, durch die eine kleine Minderheit (im Extremfall eine einzelne Person) einer großen Mehrheit den Status quo aufzwingen kann.

## Sonstiges
Die Kognitionspsychologie und die Soziologie stellen oft eine Tendenz zum Status quo fest.